# 中田賢一
中田 賢一（なかた けんいち、1982年5月11日 - ）は、福岡県北九州市八幡西区出身の元プロ野球選手（投手）。右投右打。プロ野球コーチ。現在は福岡ソフトバンクホークス一軍投手コーチ。
妻はフリーアナウンサーの角野友紀。

## 経歴

### プロ入り前
1982年5月11日、福岡県北九州市八幡西区で生まれる。
1991年、北九州市立永犬丸小学校3年時に父親がコーチ・監督を務める「永犬丸レッドライオンズ」でソフトボールを始め、1995年、北九州市立沖田中学校時代に「上津役ロビンス」へ入団し本格的に野球を始めた。
1998年4月、福岡県立八幡高等学校へ進学。始業前の授業や夏休みの補習など進学校特有の授業構成の中、勉強との両立に苦しみながら練習を積んだ。下級生の間は三塁手兼控え投手だったが、2年秋からエースとなった。3年春は県北部大会ベスト8、夏は県大会3回戦敗退と甲子園出場なし。高校3年時での最高球速は130 km/h台後半だった。
2001年4月、北九州市立大学へ進学。2年春、秋と連続でリーグのベストナインを獲得、3年時には最高球速が150 km/hに達するまでに成長した。4年春には39年ぶりのリーグ優勝を果たし、全日本大学野球選手権大会に出場。リーグ優勝決定戦では、第1試合を9回完投し勝利を挙げると、45分の休憩後に行われた第2試合にも登板して延長11回を完投しサヨナラ勝ちに貢献、1日で計310球を投げ抜いた。また最多勝、特別賞（リーグ通算300奪三振）、ベストナイン、MVPを獲得。選手権では、初戦の創価大戦に勝利し神宮初勝利を挙げた。また、夏には日米大学野球選手権大会に出場する日本代表にも選出された。4年秋は久留米大相手にノーヒットノーランを達成するも、10月中旬に部員の不祥事発覚によりユニバーシアード記念九州大学野球選手権大会には出場できなかった。
11月17日のNPBドラフト会議で、中日ドラゴンズから2巡目指名を受け入団。北九州市立大学から初めて直接プロ入りした選手で、北九州市立大出身のプロ野球選手は森山良二以来2人目。背番号は20。中日は当初、ダルビッシュ有（東北高校）や江川智晃（宇治山田商業高校）らに注目し、高校生中心のドラフトを目指していたが、後に中田を含む即戦力選手を中心に指名する方針へ転換した。

### 中日時代
2005年、球団の新人では1998年の川上憲伸以来となる開幕ローテーション入りを果たし、開幕3戦目となる4月3日の対横浜ベイスターズ戦にプロ初登板初先発し、4回まで相川亮二のセンター犠牲フライのみの1失点だったが、3点リードの5回二死無走者から代打万永貴司に死球を与え連打で2点差、さらに満塁で佐伯貴弘の適時打で同点とされ降板、後続の鈴木義広、高橋聡文に走者を返され4回0/3を投げ6失点の逆転負け。先発2試合目となった4月15日の対阪神タイガース戦（ナゴヤドーム）では8回まで4安打無失点、その後9回に金本知憲に2点本塁打を打たれて降板したがプロ入り初勝利。5月12日の対西武戦で5回2点ビハインドからリリーフとして初登板し、2イニングを無失点。5月15日の対ソフトバンク戦では2番手でリリーフ最長となる4イニングを無失点。5月22日の対ロッテ戦でプロ最短の2回2/3で7失点降板、翌23日に二軍降格となった。この時点での防御率は6.25だった。5月29日のウエスタン・リーグ公式戦・対広島東洋カープ戦に先発し4イニングを投げた後、右足内転筋に違和感を覚え、5月31日に「右足内転筋の肉離れ」と診断された。8月4日のウ・リーグ対広島戦に先発し4回無失点、毎回の8奪三振。再昇格した8月21日の対横浜戦で先発し7回無失点で勝利した。この試合も含め先発6試合で6連勝し、ルーキーイヤーでの6連勝は1979年藤沢公也以来の球団タイ記録となった。再昇格後の7試合は防御率1.78。新人王は青木宣親だったが、中日スポーツ制定の昇竜賞新人賞を受賞した。
2006年、4月4日開幕第4戦の対横浜戦で先発したが4回途中で降板し1試合で先発ローテーションを外された。4月12日の対阪神戦で3点ビハインドから2番手で登板し、先発の走者は全て返したが、自身は2回2/3を無失点で、4月18日から再び先発へ戻った。4月30日の対巨人戦でプロ初の中4日で先発し3回1/3を6失点、5月3日に右手中指の爪割れと右足内転筋痛で出場選手登録を抹消された。一軍復帰した7月8日の対横浜戦（長良川球場）で7回7点リードから3イニングを5奪三振無失点でプロ初セーブを記録した。7月16日から再び先発ローテーションへ復帰、8月15日に1試合ロングリリーフでの登板（敗戦）があったが、シーズン終了までローテーションを守った。9月12日の対読売ジャイアンツ（巨人）戦（秋田県立野球場）ではプロ入り後初の完投勝利。クオリティ・スタート（QS）率64.7パーセントで7勝4敗。日本シリーズでは10月25日第4戦で初先発し、4回1失点で敗戦投手となる。シーズン終了後、中里篤史らとともにドミニカ共和国のウィンターリーグへ参加し、1試合に先発し3回1/3を投げ3失点、防御率8.10。
2007年、春は2月23日の紅白戦を最後に父の看病・葬儀などで戦列を離れ、3月5日から練習を再開した。4月1日の開幕第3戦からローテーション入りし、先発で3連勝した。しかし続く4月22日の対東京ヤクルトスワローズ戦では自己ワーストとなる10失点（自責10）。変化球の制球に苦しみ与四球がかさみ、6月10日以降1か月以上勝ち星がつかない時期が続いた。7月18日の対ヤクルト戦では6回1点リードの場面から救援登板し、2イニングを無失点に抑えてプロ入り初ホールドを記録した。オールスターゲームに監督推薦選手として選出され、7月21日第2戦に2番手として初出場し1失点、2イニングで3奪三振。8月19日の対横浜戦で先発し、プロ入り初となる2桁勝利を達成した。シーズン終盤まで内海哲也と奪三振王争いとなり、トップと11個差で迎えたシーズン最終登板の10月6日のヤクルト戦で、5回までで8奪三振だったが、クライマックスシリーズ（CS）へ向けての他投手の調整登板のため5回終了後に降板し初のタイトル獲得を逃す。同年は1度も出場選手登録を抹消されず、自身がシーズン前に掲げた「2桁勝利と一年間一軍」という目標を全うし、チームトップ、リーグ2位タイの14勝を記録した一方、与四球・暴投数がリーグ最多となる。また、奪三振率は9.35でリーグトップとなり、規定投球回数をクリアした投手の中では中日球団史上初めてとなる奪三振率9.00以上を達成した。CS第1ステージでは10月14日第2戦で先発して阪神打線を1失点に抑えCS初勝利、第2ステージでは10月20日第3戦に先発して7回2/3を11奪三振で勝利し、2試合ともに自身の勝利でステージ突破を決める。日本シリーズでは10月28日第2戦に先発し、8回を3安打1失点で日本シリーズ初勝利、チームは日本一となる。アジアシリーズでは11月8日第1戦となるSKワイバーンズ戦に先発したが、新井良太、森野将彦の失策、谷繁元信の捕逸と味方のミスが絡み6回3失点（自責1）で敗戦投手となった。
2008年、3月31日に北京五輪日本代表第一次候補選手に選出された。リーグ戦では3月30日に一軍登録され、4月1日開幕第4戦からローテーション入りした。4月22日の対阪神戦（ナゴヤドーム）で9イニングを5安打無失点でプロ入り初完封勝利。6月22日の対千葉ロッテマリーンズ戦では1回2/3を5失点でプロ最短の降板を更新した。2試合連続KOで7月2日に二軍へ降格、7月19日に再昇格すると、7月20日の対阪神戦では4回から2番手として登板し、リリーフとしては自己最長の5イニングを投げ、9回には3失点したものの1か月ぶりの勝利を手にした。7月26日から先発へ戻ったが、8月25日の対読売戦で守備の際に転倒して左膝を痛めて、8月27日に登録を抹消され、9月19日に一軍へ復帰する。CS第1ステージでは10月19日第2戦で3番手として2点ビハインドの6回から登板したが、先頭の鳥谷敬にソロ本塁打を打たれた後、満塁から赤星憲広に押し出し四球を与えた所で降板、犠打の一死しか取れず3安打2四球2暴投3失点で、チームは敗戦した。投球フォームに悩み入団後初めて壁に突き当たるシーズンとなった。
2009年、開幕5戦目の4月8日に対ヤクルト戦で先発したが、5回に6失点で降板、翌日4月9日に二軍降格となった。7月1日に昇格し、最後までローテーションを守った。8月23日の対横浜戦では488日ぶりに完封勝利。CS第1ステージでは10月19日第3戦に先発し、5回1失点で第2ステージ突破を決め、第2ステージは10月24日第4戦に先発し、谷佳知に満塁本塁打を打たれるなど2回0/3で7失点で敗戦投手となり日本シリーズ進出は叶わなかった。
2010年、同姓の中田亮二が入団した為、スコアボード表記が「中田」から「中田賢」に変更。2月のキャンプ中に右前腕を痛め別メニュー調整となり、開幕一軍から漏れた。5月4日に一軍へ昇格し、5月7日の対ヤクルト戦で先発して8回1失点と好投し、先発ローテーション入りした。7月17日の対広島戦で完封勝利、これにより山井大介、中田、チェン・ウェインの球団初の同一カード3連続完投完封勝利を達成した。オールスター期間を挟むため7月19日に一旦抹消され、7月28日に再昇格し、8月8日の対阪神戦で再び完封勝利を挙げ、その後もローテーションを守った。規定投球回には届かなかったものの4完投2完封で7勝4敗、防御率2.90。CSでは登板機会がなかった。日本シリーズでは11月4日第5戦に先発したが、初回から5連打とロッテ打線の猛攻を受け敗戦。
2011年、4月13日開幕第2戦から先発ローテーションに入り、同日の対横浜戦は5失点しながら勝利投手になったが、その後2連敗し、4月30日に二軍降格となった。6月4日に一軍へ昇格、同日の対埼玉西武ライオンズ戦では8回1失点と好投したが続かず、6月19日の対オリックス・バファローズ戦では10回延長同点の場面で4番手としてリリーフ起用され1イニングを無失点に抑えて小池正晃のサヨナラ本塁打により2勝目を挙げたが、その試合を最後に6月25日に右肩痛により一軍登録を抹消され、そのままシーズンを終えた。10月30日にみやざきフェニックスリーグ最終戦となる対ヤクルト戦で約4か月ぶりに実戦復帰し、4番手で1イニングを無失点に抑えた。同年はわずか6登板とプロ入り以来最低の登板数に終わった。
2012年、開幕第4戦の4月4日対横浜戦からローテーション入りした。開幕から6月13日までの先発11試合の成績はQS率100パーセント、防御率2.00、与四球率0.64、WHIP0.90、しかし交流戦5月16日からの7試合は味方の援護が全て1点以下、合計でもわずか3点で0勝6敗。6月23日の対広島戦を境に調子を崩し、7月7日の対横浜戦で5回4失点で連敗は止めたが、7月19日に二軍降格となった。8月16日に一軍へ昇格、再びローテーションに戻ったが9月13日の対横浜戦で5回5失点し、9月14日に再び二軍へ降格。9月30日に再昇格して同日の対横浜戦で7勝目を挙げ、10月5日はCSへの調整で2イニングの登板だったが1失点し敗戦投手となった。CS1stステージは第1戦に先発して5回無失点で勝利投手となった。しかし、試合後に右肩の違和感を訴え、MRI検査の結果右肩関節炎のため出場選手登録を抹消され、ファイナルステージへの出場は叶わなかった。
2013年、3月30日開幕第2戦で救援登板し2回を無失点に抑え、中4日で開幕第5戦から先発ローテーションに入り、4月29日の巨人戦で8回4失点でシーズン初勝利、5月5日の横浜戦から中継ぎへ配置転換された。以降１、2点リードおよび同点で投げるリリーフとしてチームを支え、7月17日までの28試合で3勝2敗15ホールド。7月31日から再び先発へ戻るが、同日からの6試合で援護1以下の試合が5試合で0勝4敗。9月15日に試合前のフリー打撃中に打球を胸に当てて先発を回避し、9月19日に球団は左第2肋骨の胸骨付着部骨折と発表し、出場選手登録を抹消した。同年はそのままシーズンを終えた。最終的に先発11試合で1勝4敗、防御率3.80、リリーフ29試合で防御率2.65、WHIP1.26。

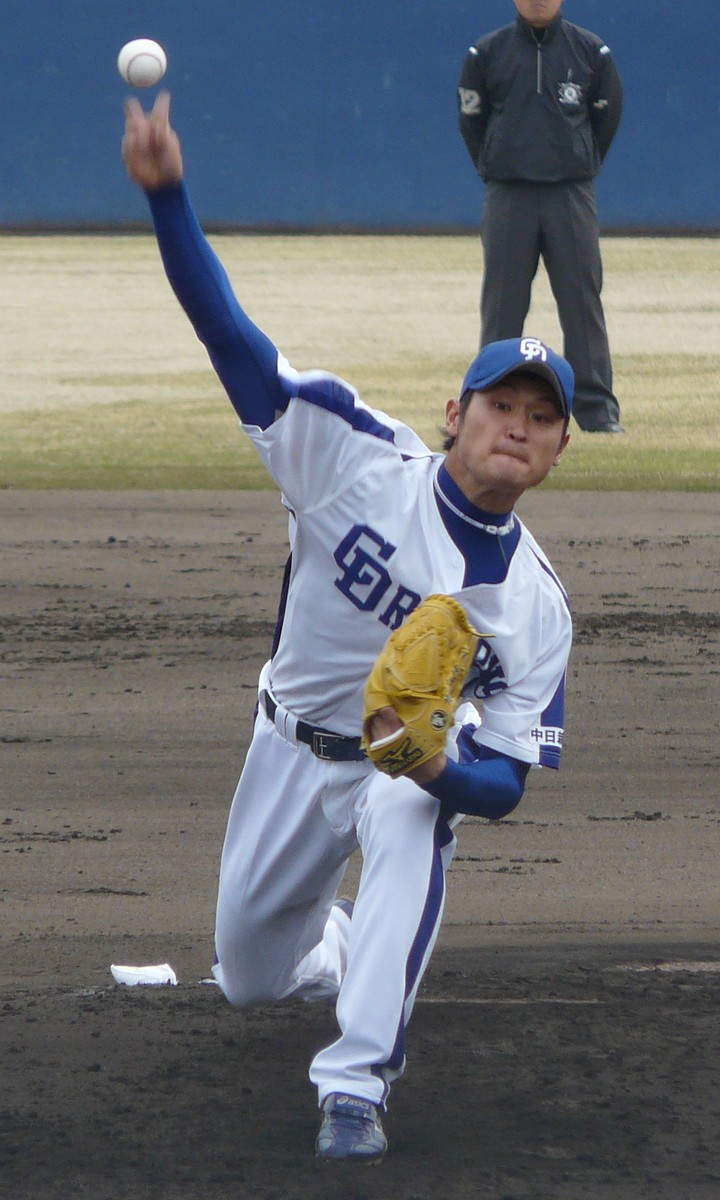
中日時代
（2009年5月31日、ナゴヤ球場）

シーズン終了後の11月6日、国内FA宣言し、出身地の地元球団である福岡ソフトバンクホークスへ移籍。12月7日に同じくFAでホークスへ移籍した鶴岡慎也と共に入団会見を行った。年俸は2017年シーズンまでの4年契約のベース変動制、7000万円プラス出来高（金額は推定）。背番号は11。

### ソフトバンク時代
2014年、開幕第2戦となった3月29日の対ロッテ戦（福岡 ヤフオク!ドーム）で移籍後初勝利・本拠地初勝利を挙げ、その後も開幕から5戦5勝を記録した。5月3日の対東北楽天ゴールデンイーグルス戦（楽天koboスタジアム宮城）では1000投球回を達成。5月は5月31日の対ヤクルト戦で自己ワーストタイとなる10失点（自責10）する試合があり0勝3敗と低迷したが、6月以降は復調し、8月23日の対千葉ロッテ戦では移籍後初の完投勝利を挙げ、1年を通して先発ローテーションの一角を守り、防御率4点台ながらチームトップタイの11勝を挙げて自身2度目の2桁勝利を達成した。CSファイナルステージでは10月18日第4戦に先発し、2回に3連続四球があったものの粘りの投球で5回を2失点にまとめて勝利投手となった。日本シリーズでは10月29日の第4戦に先発するも、初回と3回に2度3連続四球と苦しみ、同点とされた3回で降板となった。シーズンオフ、2500万円増の年俸9500万円プラス出来高（金額は推定）で契約を更改。12月23日にはかねてより交際していた朝日放送所属アナウンサーの角野友紀と同年12月5日に入籍したことを明らかにした。
2015年、3月29日の対ロッテ戦で敗戦投手に、4月5日の対西武戦では完投するも2敗目を喫し、同月6日に一軍登録抹消されるなど、順調な開幕スタートとはならなかったが、一軍再登録された4月17日の対ロッテ戦（QVCマリンフィールド）において、1000奪三振とシーズン初勝利を挙げると、5月27日には古巣である中日からシーズン初完投勝利を挙げるなど復調し、チームで2番目に多い投球回数である155回1/3を投げ、先発ローテーションを守り、チームのリーグ二連覇に貢献した。10月16日にヤフオクドームで行われたCS・ファイナルステージ第3戦に先発登板し、７回途中４安打１失点の好投で、クライマックスシリーズ歴代最多の6勝目を挙げ、日本シリーズ進出を果たした。シーズンオフ、現状維持の年俸9500万円プラス出来高（金額は推定）で契約を更改。12月5日には前年に入籍した友紀夫人と福岡市内で結婚披露宴を行った。
2016年、2月中旬に右前腕を痛めた影響で開幕に間に合わず、ようやく4月29日にシーズン初登板となった。シーズン初勝利も6月2日の対中日戦と遅れ、成績は17試合に登板し、89回2/3を投げ7勝3敗に留まり、3年連続の20試合以上先発登板・投球回数100イニング以上はならなかった。シーズンオフ、現状維持の年俸9500万円プラス出来高（金額は推定）で契約を更改した。
2017年、4月1日のロッテ戦（ヤフオクドーム）で初先発を初勝利で飾り、順調な開幕スタートを切った。6月8日の対ヤクルト戦までは先発ローテーションの一角を担っていたが、6月15日の対巨人戦、7月23日の対ロッテ戦と、5回を持たずに降板し登板機会を失う。約1か月ぶりの先発登板となった8月24日の対西武戦において、7回を被安打5、1失点の好投をみせ、前述のヤクルト戦より77日ぶりの勝ち星を挙げる。10月1日の対オリックス戦においては、ポストシーズンを見据えての中継ぎとして登板し勝ち星を挙げる。11月2日に行われた日本シリーズ第5戦では、中継ぎとしてブルペン入りしたが、登板機会は無かった。同年は18試合に登板し、86回2/3を投げ、7勝6敗と、前年同様の成績だった。シーズンオフ、1000万円ダウンの単年契約、年俸8500万円（金額は推定）で契約を更改した。また、同年の9月5日には、第一子となる男児が誕生したと報じられた。
2018年、4月1日の対オリックス戦で開幕3連戦の3番手として先発登板を果たし、7月22日の対日本ハム戦までは先発ローテーションの一角を担っていたが、QSを満たした試合が先発登板13試合中僅か3試合、防御率も4.50と落ち込んだことに加え、ウイルス性胃腸炎を発症したことから7月28日に登録抹消され、復帰した8月21日の対日本ハム戦以降は、中継ぎとして起用された。8月26日の対西武戦（ヤフオクドーム）において8対8の延長11回から登板し、2回を無失点、5奪三振に抑えると、12回裏にグラシアルのサヨナラ満塁本塁打でチームが勝利したことにより勝利投手となり、通算100勝目を挙げた。最終的には先発で13試合、中継ぎで10試合の計23試合に登板し、91回2/3を投げ、5勝3敗、防御率5.20と成績は低迷した。シーズンオフ、2500万円ダウンの年俸6000万円（金額は推定）で契約を更改。
2019年、開幕から二軍での調整が続き、9月5日にシーズン初昇格を果たした。結果的に一軍公式戦での登板は昇格即先発となったヤフオクドームでの対楽天戦（4回途中1失点で勝敗付かず）のみとなり、プロ入り後初めてシーズン未勝利に終わった。一方、二軍では21試合の登板でチーム最多の95回1/3を投げ、6勝3敗、防御率3.02を記録しウ・リーグの最優秀防御率、勝率第1位を獲得。

### 阪神時代
シーズン終了後、無償トレードによる阪神タイガースへの移籍が発表された。背番号は中日時代と同じ20。
2020年は3試合に先発出場するも、勝ち星を挙げることはできなかった。
2021年は一軍登板せず、二軍で調整を続けていたが、同シーズンをもって現役を引退することが9月28日に発表され、29日に引退会見が行われ、感謝の意を述べた。

### 引退後
2021年10月30日、2022年からソフトバンクの三軍投手コーチを務めることが報道され、11月3日、ソフトバンクの三軍投手コーチへの就任が発表された。背番号は94。2022年10月21日、チームの四軍制導入に伴い、四軍投手コーチに配置転換され、背番号を012に変更した。2024年からは、一軍投手コーチ（ブルペン補佐）に務める。背番号は71。

## 選手としての特徴
オーバースローから平均球速約143 km/h、最高球速153 km/hのストレートと決め球としている落差の大きいフォークボール、そしてスライダー、カーブ、カットボールを武器にする。アマチュア時代の持ち球チェンジアップは中日時代のキャンプから何度か挑戦しているが納得の行く球が投げられず断念している。
中日時代は、抜群の球威を誇りながらも制球力に欠き、好調時は「荒れ球」で打者を翻弄する一方で不調時には与四死球から投球を乱す様から、監督であった落合博満から「暴れ馬」という異名を付けられた。通算では、NPB現役投手で最高の与四球率、第2位の与四球数及び与死球数を記録している（2023年シーズン終了時点）。

## 指導者として
前年の2021年ドラフト会議で獲得したドラフト1位の風間球打を育てている。その翌年に中田が四軍投手コーチに配置転換された後でも2022年ドラフト会議で獲得したドラフト4位の大野稼頭央も育てている。
ホークスの育成選手に対しては毎日15分間のキャッチボールを行い、中田の三軍・四軍投手コーチの経験があることを評価している。

## 人物・エピソード
- 中日時代は、ホームグラウンドであるナゴヤドームで滅法強く、ルーキーイヤーの2005年4月15日の対阪神戦でのプロ初勝利から、2007年6月24日の対ソフトバンク戦で敗れるまで、足掛け3年でナゴヤドーム13連勝を記録した他[144][145]、中日時代（全9シーズン）のナゴヤドームでの通算成績は36勝10敗である。
- 2007年シーズン開幕直前に父が他界、父の死からちょうど一ヶ月後の開幕シリーズで勝ち投手になり、ヒーローインタビューでアナウンサーからそのことに触れられると、中田は涙を浮かべて父への感謝の言葉を口にした[146]。2007年シーズンに日本一となった後、名古屋タイムズ紙上で手記を発表。亡くなった父親について「小学校から、ほとんどの試合をバックネット裏の特等席で見てくれていた。変な言い方かもしれないけれど、平均寿命の残り分の試合を亡くなるまでに見に来てくれたのかなと思っています」「父に『15勝、20勝はしなくていい。毎年10勝、けがのない選手になれ』と言われてきた」などと述べた。
- 2007年7月29日の対ヤクルト戦で3回に3ボールなのに四球を出すという珍記録を残している（対戦打者青木宣親）。2-2からの7球目がボールとなり、カウント2-3であるにもかかわらず青木が一塁に出塁。原因はスコアボードの誤表示であるが、球審の森健次郎や他の審判員も気が付かず、中田や捕手の谷繁元信をはじめ両球団からも指摘がなかった。次打者の時に青木が盗塁死したためこの誤審が得点に絡むことはなく中日が勝利[147]、試合終了後に誤審が発覚し審判4人が厳重注意処分を受けた[148][149][150]。
- 学生時代から長距離走を得意としており、2005年中日秋季キャンプでは投手陣で行った4km走を2位に1分以上の差をつける15分29秒で走り1位となった[151]。キャンプ最終日に行われた球場からホテルまでの17km走でも1位でゴールしている[152][153][154]。
- 大学時代は野球の練習時間を確保するため経済学部経済学科・夜間コースに在籍。昼間に練習して午後6時頃から講義を受けるという大学生活を送った[155]。3年時の9月に内転筋を痛めたのをきっかけに、後にマンツーマンで肉体改造を行うこととなる宗廣誠一（当時・新日鐵八幡トレーナー）と出会った[156]。
- 中日入団前は複数の球団から注目されていたが、中日のスカウト部長の中田宗男は同じ姓であることを利用し「俺の親戚の子だから」という噂を流して他球団のスカウトを牽制したという内情をドラフト後の久野誠のドラゴンズワールドに出演した時に暴露した。実際には中田本人との血縁関係はない。
- 1965年にプロ野球ドラフト会議が始まって以降に中日ドラゴンズが指名した大卒投手の中で通算勝利数が100勝に到達したのは中田が星野仙一、川上憲伸に次いで3人目である。
- 2009年3月27日に放映された『ルパン三世VS名探偵コナン』にて、冒頭で毛利小五郎がテレビで野球観戦をしているシーンがあるが、そこで中日のユニフォームに酷似した青いユニフォームを着た背番号20番の「NAGATA」という投手が巨人と思しき黒いユニフォームの打者に四球を出しているシーンが流れるという中田の四球の多さを意識したパロディシーンが挟まれた。
- 中日の選手が1人も出場しなかった2009 ワールド・ベースボール・クラシックに出場を希望し、監督の落合に意向を聞かれた際その旨を伝えたが、「でもお前選ばれていないもんな。しょうがないから我慢しろよ」と断られた。しかし一方で落合は「あいつの真っすぐとフォークっていうのは外国人向けには通用するんだろうな、と思っていたから。それなりのいいボール持ってるからね」と中田は当時の代表に選ばれてもいい存在だったと語っている[157]。
- 奇しくも、中田賢一が無償トレードで移籍した後の2021年に行われた1件後の無償トレードで中田翔が移籍しているため、中田姓の選手が2回連続で無償トレードで移籍している。
- 現役17年間のうち、所属球団がAクラスになったのは16度あり、Bクラスを経験したのは2013年度の中日ドラゴンズ（4位）のみである。

## 詳細情報

### 年度別投手成績
| 年 度      | 球 団        | 登 板 | 先 発 | 完 投 | 完 封 | 無 四 球 | 勝 利 | 敗 戦 | セ 丨 ブ | ホ 丨 ル ド | 勝 率 | 打 者 | 投 球 回 | 被 安 打 | 被 本 塁 打 | 与 四 球 | 敬 遠 | 与 死 球 | 奪 三 振 | 暴 投 | ボ 丨 ク | 失 点 | 自 責 点 | 防 御 率 | W H I P |
| ---------- | ------------ | ----- | ----- | ----- | ----- | -------- | ----- | ----- | -------- | ----------- | ----- | ----- | -------- | -------- | ----------- | -------- | ----- | -------- | -------- | ----- | -------- | ----- | -------- | -------- | ------- |
| 2005       | 中日         | 15    | 13    | 0     | 0     | 0        | 8     | 3     | 0        | 0           | .727  | 371   | 86.2     | 81       | 7           | 30       | 2     | 6        | 60       | 2     | 1        | 36    | 35       | 3.63     | 1.28    |
| 2006       | 中日         | 20    | 17    | 1     | 0     | 0        | 7     | 4     | 1        | 0           | .636  | 473   | 112.2    | 106      | 16          | 36       | 1     | 2        | 111      | 3     | 0        | 49    | 49       | 3.91     | 1.26    |
| 2007       | 中日         | 28    | 26    | 3     | 0     | 0        | 14    | 8     | 0        | 1           | .636  | 741   | 170.1    | 158      | 14          | 81       | 2     | 6        | 177      | 13    | 0        | 73    | 68       | 3.59     | 1.40    |
| 2008       | 中日         | 23    | 21    | 1     | 1     | 0        | 7     | 9     | 0        | 0           | .438  | 582   | 129.2    | 148      | 13          | 46       | 1     | 11       | 126      | 5     | 0        | 79    | 67       | 4.65     | 1.50    |
| 2009       | 中日         | 13    | 13    | 1     | 1     | 0        | 5     | 4     | 0        | 0           | .556  | 342   | 81.0     | 77       | 5           | 25       | 0     | 5        | 73       | 4     | 0        | 34    | 31       | 3.44     | 1.26    |
| 2010       | 中日         | 19    | 18    | 4     | 2     | 0        | 7     | 4     | 0        | 0           | .636  | 491   | 118.0    | 99       | 9           | 41       | 2     | 4        | 105      | 8     | 0        | 43    | 38       | 2.90     | 1.19    |
| 2011       | 中日         | 6     | 5     | 0     | 0     | 0        | 2     | 3     | 0        | 0           | .400  | 126   | 30.1     | 29       | 5           | 4        | 0     | 3        | 26       | 1     | 0        | 19    | 14       | 4.15     | 1.09    |
| 2012       | 中日         | 22    | 22    | 2     | 0     | 1        | 7     | 10    | 0        | 0           | .412  | 562   | 140.0    | 119      | 6           | 33       | 2     | 9        | 106      | 3     | 0        | 46    | 44       | 2.83     | 1.09    |
| 2013       | 中日         | 40    | 11    | 0     | 0     | 0        | 4     | 6     | 0        | 15          | .400  | 428   | 98.0     | 85       | 5           | 45       | 4     | 8        | 83       | 8     | 0        | 41    | 37       | 3.40     | 1.33    |
| 2014       | ソフトバンク | 25    | 25    | 1     | 0     | 0        | 11    | 7     | 0        | 0           | .611  | 623   | 145.0    | 139      | 10          | 65       | 0     | 8        | 116      | 7     | 0        | 77    | 70       | 4.34     | 1.41    |
| 2015       | ソフトバンク | 24    | 23    | 3     | 0     | 0        | 9     | 7     | 0        | 0           | .563  | 657   | 155.1    | 134      | 17          | 61       | 0     | 9        | 130      | 4     | 0        | 60    | 56       | 3.24     | 1.26    |
| 2016       | ソフトバンク | 17    | 16    | 0     | 0     | 0        | 7     | 3     | 0        | 0           | .700  | 377   | 89.2     | 64       | 9           | 49       | 0     | 5        | 67       | 3     | 0        | 31    | 30       | 3.01     | 1.26    |
| 2017       | ソフトバンク | 18    | 15    | 0     | 0     | 0        | 7     | 6     | 0        | 0           | .538  | 380   | 86.2     | 82       | 15          | 40       | 0     | 9        | 78       | 4     | 0        | 44    | 44       | 4.57     | 1.41    |
| 2018       | ソフトバンク | 23    | 13    | 0     | 0     | 0        | 5     | 3     | 0        | 0           | .625  | 410   | 91.2     | 87       | 13          | 57       | 0     | 3        | 79       | 5     | 1        | 54    | 53       | 5.20     | 1.57    |
| 2019       | ソフトバンク | 1     | 1     | 0     | 0     | 0        | 0     | 0     | 0        | 0           | ----  | 20    | 4.2      | 3        | 0           | 3        | 0     | 1        | 2        | 0     | 0        | 1     | 1        | 1.93     | 1.29    |
| 2020       | 阪神         | 3     | 3     | 0     | 0     | 0        | 0     | 2     | 0        | 0           | .000  | 53    | 10.2     | 18       | 0           | 5        | 0     | 0        | 11       | 0     | 0        | 9     | 9        | 7.59     | 2.16    |
| 通算：16年 | 通算：16年   | 297   | 242   | 16    | 4     | 1        | 100   | 79    | 1        | 16          | .559  | 6636  | 1550.1   | 1429     | 144         | 621      | 14    | 89       | 1350     | 70    | 2        | 696   | 646      | 3.75     | 1.32    |

- 各年度の太字はリーグ最多

### 年度別守備成績
| 年 度 | 球 団        | 投手  | 投手  | 投手  | 投手  | 投手  | 投手     |
| 年 度 | 球 団        | 試 合 | 刺 殺 | 補 殺 | 失 策 | 併 殺 | 守 備 率 |
| ----- | ------------ | ----- | ----- | ----- | ----- | ----- | -------- |
| 2005  | 中日         | 15    | 5     | 12    | 2     | 0     | .895     |
| 2006  | 中日         | 20    | 5     | 16    | 1     | 1     | .955     |
| 2007  | 中日         | 28    | 6     | 30    | 1     | 1     | .973     |
| 2008  | 中日         | 23    | 10    | 14    | 5     | 1     | .828     |
| 2009  | 中日         | 13    | 4     | 12    | 0     | 0     | 1.000    |
| 2010  | 中日         | 19    | 10    | 14    | 2     | 0     | .923     |
| 2011  | 中日         | 6     | 1     | 10    | 0     | 0     | 1.000    |
| 2012  | 中日         | 22    | 4     | 25    | 1     | 4     | .967     |
| 2013  | 中日         | 40    | 7     | 22    | 1     | 1     | .967     |
| 2014  | ソフトバンク | 25    | 7     | 34    | 1     | 4     | .976     |
| 2015  | ソフトバンク | 24    | 11    | 21    | 4     | 0     | .889     |
| 2016  | ソフトバンク | 17    | 5     | 13    | 2     | 0     | .900     |
| 2017  | ソフトバンク | 18    | 12    | 15    | 0     | 1     | 1.000    |
| 2018  | ソフトバンク | 23    | 5     | 28    | 0     | 1     | 1.000    |
| 2019  | ソフトバンク | 1     | 0     | 1     | 0     | 0     | 1.000    |
| 2020  | 阪神         | 3     | 1     | 1     | 0     | 0     | 1.000    |
| 通算  | 通算         | 297   | 93    | 268   | 20    | 14    | .948     |

### 表彰
- ヤナセMIP賞（2005年）
- クラウン賞特別賞（2005年）
- クラウン賞優秀選手賞（2007年）

### 記録
初記録
投手記録
- 初登板・初先発登板：2005年4月3日、対横浜ベイスターズ3回戦（ナゴヤドーム）、4回2/3を6失点で敗戦投手
- 初奪三振：同上、2回表に吉川輝昭から空振り三振
- 初勝利・初先発勝利：2005年4月15日、対阪神タイガース1回戦（ナゴヤドーム）、8回0/3を2失点
- 初セーブ：2006年7月8日、対横浜ベイスターズ6回戦（長良川球場）、7回表に2番手で救援登板・完了、3回無失点
- 初完投勝利：2006年9月12日、対読売ジャイアンツ21回戦（秋田県立野球場）、9回2失点
- 初ホールド：2007年7月18日、対東京ヤクルトスワローズ14回戦（ナゴヤドーム）、6回表に2番手で救援登板、2回無失点
- 初完封勝利：2008年4月22日、対阪神タイガース3回戦（ナゴヤドーム）

打撃記録
- 初安打：2005年8月21日、対横浜ベイスターズ15回戦（ナゴヤドーム）、3回裏に秦裕二から中前安打
- 初打点：2006年10月9日、対東京ヤクルトスワローズ21回戦（明治神宮野球場）、4回表に石川雅規から中前適時打

節目の記録
- 1000投球回：2014年5月3日、対東北楽天ゴールデンイーグルス7回戦（楽天koboスタジアム宮城）、1回裏一死目に藤田一也から犠打で達成 ※史上338人目
- 1000奪三振：2015年4月17日、対千葉ロッテマリーンズ4回戦（QVCマリンフィールド）、6回裏二死目に井口資仁から空振り三振 ※史上141人目
- 1500投球回：2018年5月31日、対阪神タイガース 3回戦（甲子園球場）、7回裏一死目に福留孝介から見逃し三振で達成 ※史上177人目[158]
- 100勝：2018年8月26日、対埼玉西武ライオンズ18回戦（福岡ヤフオク!ドーム）、11回表に8番手で救援登板・完了、2回無失点 ※史上136人目[159]

その他記録
- 日本シリーズ個人イニング最多与死球：2（2006年日本シリーズ第4戦）
- クライマックスシリーズ通算勝利：6 ※歴代1位、1973〜82年及び2004〜06年にパ・リーグで行われていたプレーオフでの成績を含めても通算1位
- オールスターゲーム出場：1回（2007年）

### 背番号
- 20（2005年 - 2013年、2020年 - 2021年）
- 11（2014年 - 2019年）
- 94（2022年）
- 012（2023年）
- 71（2024年 - ）

### 登場曲
- 「Don't Stop Me Now」QUEEN（2007年）
- 「Come In Now! Feat. 杉本恭一(LA-PPISCH)」九州男（2008年 - 2009年）
- 「69 Party feat. DJ MOTO a.k.a. DON GRANDE」AK-69（2010年 - 2011年）
- 「The One feat. AK-69 & MIHIRO ～マイロ～」NATO（2012年）
- 「IRON HORSE -No Mark-」AK-69（2014年 - 2019年）
- 「板の上の魔物」Creepy Nuts（2020年 - 2021年）※登板用
- 「よふかしのうた」Creepy Nuts（2020年 - 2021年）※打席用

### 代表歴
- 第33回日米大学野球選手権大会[160]